# Rivière Bellefeuille (vattendrag i Kanada, lat 48,81, long -78,91)
Rivière Bellefeuille är ett vattendrag i Kanada.   Det ligger i provinsen Québec, i den sydöstra delen av landet, 400 km nordväst om huvudstaden Ottawa.
Omgivningarna runt Rivière Bellefeuille är en mosaik av jordbruksmark och naturlig växtlighet. Runt Rivière Bellefeuille är det mycket glesbefolkat, med 2 invånare per kvadratkilometer.